# Conscience (film 1910)
Conscience, conosciuto anche come The Baker Boy o Conscience; or, The Baker Boy, è un cortometraggio muto del 1910 diretto da Van Dyke Brooke.

## Produzione
Il film fu prodotto dalla Vitagraph Company of America.

## Distribuzione
Distribuito dalla Vitagraph Company of America, il film - un cortometraggio di 287 metri, ovvero 1 bobina - uscì nelle sale cinematografiche statunitensi l'11 marzo 1910.